# Prix de la pièce radiophonique pour les aveugles
Le Prix de la pièce radiophonique pour les aveugles est un prix décerné chaque année par un jury composé de personnes aveugles ou malvoyantes pour récompenser des pièces radiophoniques diffusées par Yle. 

## Lauréats
| Année | Nom de l'émission                                   | Scénariste                                                                   | Réalisateur                                    |
| ----- | --------------------------------------------------- | ---------------------------------------------------------------------------- | ---------------------------------------------- |
| 1967  | Audun ja jääkarhu                                   | Paavo Haavikko                                                               | Jyrki Mäntylä                                  |
| 1968  | Aseeton sotilas                                     | Rauno Terho                                                                  | Saulo Haarla                                   |
| 1969  | Varjoon jäänyt unien lähde                          | Eeva-Liisa Manner                                                            | Pekka Lounela                                  |
| 1970  | Iltamien jälkeen                                    | Leo Kalervo                                                                  | Väinö Vainio                                   |
| 1971  | Kultaiset leijonankäpälät                           | Eila Pennanen                                                                | Marja Rankkala                                 |
| 1972  | Tunti kerrallaan                                    | Jukka Pakkanen                                                               | Jukka Pakkanen                                 |
| 1973  | Uuteen Maailmaan                                    | Esko Korpilinna                                                              | Johanna Rajamaa                                |
| 1974  | Naavankaira                                         | Väinö Karihtala                                                              | Väinö Vainio                                   |
| 1975  | Puhelinpappi ja tyttö                               | Tuula Apajalahti                                                             | Jyrki Lehtinen                                 |
| 1976  | Muutto Keskelle Kemiä                               | Tuula Mehtonen                                                               | Ilkka Toiviainen                               |
| 1977  | Maahiset                                            | Kirsti Paltto                                                                | Pekka Parikka                                  |
| 1978  | Kengät                                              | Eino Pietola                                                                 | Pekka Lepikkö                                  |
| 1979  | Jos vuori nousisi hänen eteensä hän alkaisi kiivetä | Diana Webster                                                                | Raiku Kemppi                                   |
| 1980  | Maailman kivisin paikka                             | Antti Tuuri                                                                  | Antti Lehtinen                                 |
| 1981  | Kuikan Pelto                                        | Pentti Saarikoski                                                            | Jyrki Lehtinen                                 |
| 1982  | Kalkutta, minun Kalkuttani                          | Kirsti Hakkarainen                                                           | Hannele Ruotsalo                               |
| 1983  | Eleonooran testamentti                              | Anneli Pukema                                                                | Ritva Arvelo                                   |
| 1984  | Rakenna silta                                       | Iris Kähäri                                                                  | Kristiina Repo                                 |
| 1985  | Vanha koulukaveri                                   | Jarmo Lavila                                                                 | Pekka Lepikkö                                  |
| 1986  | Neljä satukuunnelmaa kansanperinteen tapaan         | Raija Oranen                                                                 | Eila Arjoma                                    |
| 1987  | Edward Gylling, Karjalan kuningas                   | Kalevi Kalemaa                                                               | Raiku Kemppi                                   |
| 1988  | Se kaipaus meitä riepottaa                          | Panu Rajala                                                                  | Ari Kallio                                     |
| 1989  | Oluenpelastaja                                      | Laura Ruohonen                                                               | Pekka Ruohoranta                               |
| 1990  | Hella Wuolijoki ja Vihdin desantti 1–2              | Pekka Lounela                                                                | Olli Pellikka                                  |
| 1991  | Tiedon valo 1–7                                     | Jussi Parviainen, Riikka Ala-Harja, Irina Krohn, Karla Loppi, Mika Vuorentie | Jussi Parviainen                               |
| 1992  | Skarabea                                            | Daniel Katz                                                                  | Väinö Vainio                                   |
| 1993  | Vanhaa Arabian posliinia                            | Asko Martinheimo                                                             | Eila Arjoma                                    |
| 1994  | Isäni, sankari                                      | Joni Skiftesvik                                                              | Ari Koskinen                                   |
| 1995  | Vainaja kaupan päälle                               | Pentti Järvinen                                                              | Pentti Järvinen                                |
| 1996  | Parempi tehtävä                                     | Risto Autio                                                                  | Risto Autio                                    |
| 1997  | Kellarimies ja vaimo                                | Maarit Verronen                                                              | Leea Klemola                                   |
| 1998  | Joki                                                | Atro Lahtela                                                                 | Juha Kandolin                                  |
| 1999  | Desantti                                            | Juha Seppälä                                                                 | Ari Koskinen                                   |
| 2000  | Kipsienkeli                                         | Daniel Katz                                                                  | Ilkka Toiviainen                               |
| 2000  | Miesvahvuus                                         | Hannu Raittila                                                               | Hannu Raittila                                 |
| 2001  | Kuin yhtä perhettä                                  | Joni Skiftesvik                                                              | Ilkka Toiviainen                               |
| 2002  | Punkero                                             | Kauko Röyhkä                                                                 | Atro Lahtela                                   |
| 2003  | Tunturiprofeetta                                    | Kauko Röyhkä                                                                 | Atro Lahtela                                   |
| 2004  | Susijahti                                           | Leena Lander                                                                 | Atro Lahtela                                   |
| 2005  | Vainaja ehtii ensin                                 | Pentti Järvinen                                                              | Pentti Järvinen                                |
| 2006  | Kemiaa, huumerikoskuunnelma                         | Sakari Kirjavainen                                                           | Sakari Kirjavainen                             |
| 2007  | Festarikesä                                         | Harri Veistinen                                                              | Sakari Kirjavainen                             |
| 2008  | Sheriffi McGee jatkokuunnelmasarja                  | Marko Järvikallas, Mikko Viljanen                                            | Soila Valkama                                  |
| 2009  | Täällä Pohjantähden alla -kuunnelmasarja            | Leena Lander, Juha Seppälä, Hannu Raittila                                   | Tarja Jakunaho, Ari Kallio, Sakari Kirjavainen |
| 2010  | Rakkaudella, Rauli Badding                          | Pärttyli Rinne                                                               | Juhana von Bagh                                |
| 2011  | Risto Räppääjä ja kauhea makkara                    | Sinikka Nopola, Tiina Nopola                                                 |                                                |
| 2012  | Onnellinen mies                                     | Arto Paasilinna                                                              | Kari Paukkunen                                 |
| 2013  | Viides luoti                                        | Atro Lahtela                                                                 | Atro Lahtela                                   |
| 2014  | Kuinka-Kum-Maa on kaikkialla                        | Marjatta Kurenniemi                                                          | Anne Rautio                                    |
| 2015  | Ikimaa                                              | Eija Lappalainen, Anne Leinonen                                              | Kaisa-Liisa Logrén                             |